# Владо Дијак
Владо Дијак (26. децембар 1925, Брезово Поље, Брчко, Краљевина СХС — 1988, Сарајево, СФРЈ) је био познати југословенски пјесник и текстописац.

## Живот и рад
Средњу школу је похађао у Бањалуци. Са 17 година се придружио партизанима. Након Другог свјетског рата кратко је студирао књижевност.
Писао је за Бањалучке новине и Радио Сарајево. Био је затвореник на Голом Отоку.
Објавио је књиге пјесама Амбасадор боема, Партизанске пјесме, Љубичасти кишобран, као и романе Кафана Сан, Топови и славуји и Црни коњ.
Такође је био и велики хумориста, а добио је награду Златни Јеж.
Бројне су пјесме поп и рок извођача за које је он написао стихове. Најпознатије од њих су: Селма (у извођењу Бијелог дугмета), Станица Подлугови (Здравко Чолић), Чисти, бијели снијег (Арсен Дедић), Бетонска брана (Индекси).